# 天主教科内利乌-普罗科皮乌教区
天主教科內利烏-普羅科皮烏教區（拉丁語：Dioecesis Procopiensis），是巴西一個天主教教區，位於巴拉那州北部，屬隆德里納總教區。
教區成立於1973年5月26日，2006年有教友168,000人，佔總人口84.8%。有廿五個堂區、司鐸卅八人。現任教區主教為曼努埃爾·若昂·弗朗西斯科（Manoel João Francisco）。